# Neolissomma gracilis
Neolissomma gracilis är en fjärilsart som beskrevs av Goldfinch 1944. Neolissomma gracilis ingår i släktet Neolissomma och familjen mätare. Inga underarter finns listade i Catalogue of Life.